# 近江鉄道モハ200形電車
近江鉄道モハ200形電車（おうみてつどうモハ200がたでんしゃ）は、近江鉄道にかつて在籍していた通勤形電車である。本項では本形式と編成を組んだクハ1200形についても記述する。

## 概要
入線経緯は異なるものの、モハ・クハ両形式とも最終的には小田急1600形の車体で統一されていたものである。両者は末尾同番号同士の車両で2両固定編成を組み、1987年（昭和62年）まで運用された。

### モハ200形
- 201・202（車番はいずれも2代）

1967年（昭和42年）12月に東京急行電鉄よりデハ3150形3151・3155の2両を購入したものである。同時に譲り受けたサハ100形101（元東急サハ3100形3101）ともども、東急在籍当時は3両固定編成を組んでいたものを編成ごと譲り受けたものであった。入線後はサハ101を編成から外し、2両編成で運用されたが、経年による車体の老朽化が著しかった等の理由からほぼ予備車的な存在であった。
その後、1970年（昭和45年）に西武所沢車両工場にて小田急デハ1600形1609・1603の車体を流用して更新され、以降は後述クハ1200形と2両固定編成化された。1973年（昭和48年）には台車と主電動機を国鉄の廃車発生品であるDT12とMT15にそれぞれ換装されている。

### クハ1200形
- 1201・1202（車番はいずれも2代）

1970年（昭和45年）に登場した制御車で、名義上は西武所沢工場で新製された車両となっているが、実際はモハ200形同様、小田急1600形の車体を流用して手持ちの部品で艤装したものである。クハ1201は元クハ1650形1657の車体を、クハ1202は元デハ1600形1602の車体をそれぞれ流用して竣工しており、両者には種車由来による細部の相違点が存在した。前述のように、本形式は終始モハ200形と末尾同番号同士で固定編成を組んでいた。

## 終焉
近江鉄道では1987年（昭和62年）5月より全線でワンマン運転を開始したが、本形式はワンマン化改造の対象外とされ、運用から離脱して休車となった後、1990年（平成2年）に全車廃車となった。除籍後も彦根工場構内に留置されていたが、後年全車とも解体処分された。なお、本形式の台枠のみは220形の新製に際して流用されたと推測されている。